# 大连路 (合肥)
大连路，为中国安徽省合肥市的一条东西方向干道，得名自辽宁省大连市，西起包河大道，东至泰山路，全长约5.4公里，经过北京路、上海路、南淝河路等多条南北干道。沿路有江淮汽车集团、合肥航空产业园等。

## 轨道交通
- █ 1号线：骆岗站
- █ 5号线：大连路站